# Bönträsket
Bönträsket är en sjö i Gällivare kommun i Lappland och ingår i Kalixälvens huvudavrinningsområde. Sjön har en area på 6,18 kvadratkilometer och ligger 162,9 meter över havet. Bönträsket ligger i Torne och Kalix älvsystem Natura 2000-område. Sjön avvattnas av vattendraget Bönälven.

## Delavrinningsområde
Bönträsket ingår i det delavrinningsområde (739887-177522) som SMHI kallar för Utloppet av Bönträsket. Medelhöjden är 206 meter över havet och ytan är 36,1 kvadratkilometer. Räknas de 3 avrinningsområdena uppströms in blir den ackumulerade arean 161,26 kvadratkilometer. Bönälven som avvattnar avrinningsområdet har biflödesordning 4, vilket innebär att vattnet flödar genom totalt 4 vattendrag innan det når havet efter 163 kilometer. Avrinningsområdet består mestadels av skog (70 procent). Avrinningsområdet har 6,23 kvadratkilometer vattenytor vilket ger det en sjöprocent på 17,2 procent.